# Jasmien Biebauw
Jasmien Biebauw est une joueuse de volley-ball belge née le 24 septembre 1990. Elle mesure 1,80 m et joue au poste de passeuse. Elle totalise 11 sélections en équipe de Belgique.

## Clubs
| Club                   | De        | À         |
| ---------------------- | --------- | --------- |
| VDK Gent Dames         | 2005-2006 | 2010-2011 |
| VC Oudegem             | 2011-2012 | 2012-2013 |
| Asterix Kieldrecht     | 2013-2014 | 2017-2018 |
| Hermes Volley Oostende | 2018-2019 | …         |

## Palmarès
- Championnat de Belgique
  - Vainqueur : 2014, 2015, 2016, 2017, 2018.
  - Finaliste : 2008, 2010, 2011, 2019.
- Coupe de Belgique
  - Vainqueur : 2009, 2013, 2014, 2015, 2016, 2017, 2018, 2019, 2020.
  - Finaliste : 2007, 2008, 2011.
- Supercoupe de Belgique
  - Vainqueur : 2009, 2011, 2014, 2016, 2017.
  - Finaliste : 2008, 2015, 2019.